# Leo Schrade
Leo Schrade (ur. 13 grudnia 1903 w Olsztynie, zm. 21 września 1964 w Spéracèdes) – amerykański muzykolog pochodzenia niemieckiego.

## Życiorys
W latach 1923–1927 studiował u Hermanna Halbiga na uniwersytecie w Heidelbergu, był też uczniem Theodora Kroyera w Lipsku i Adolfa Sandbergera w Monachium. W 1927 roku uzyskał doktorat na podstawie pracy Die ältesten Denkmäler der Orgelmusik als Beitrag zur einer Geschichte der Toccata (wyd. Münster 1928). W latach 1928–1932 wykładał na Uniwersytecie Albrechta w Królewcu, gdzie w 1929 roku uzyskał habilitację. Od 1932 roku był wykładowcą uniwersytetu w Bonn.
W 1937 roku wyemigrował do Stanów Zjednoczonych. Od 1938 do 1958 roku wykładał historię muzyki na Yale University. W latach 1962–1963 wykładał gościnnie na Harvard University. Od 1958 do 1964 roku był dyrektorem instytutu muzykologii na uniwersytecie w Bazylei. Był założycielem i redaktorem serii „Yale Studies in the History of Music” i „Yale Collegium Musicum”. Był także współredaktorem „Journal of Reneissance and Baroque Music” (1946–1947) i „Archiv für Musikwissenschaft” (1958–1964).
W swoich pracach zajmował się wieloaspektowo ujmowaną historią muzyki europejskiej, dominuje w nich problematyka techniczno-stylistyczna oraz źródłoznawcza. Głównym obszarem jego badań była średniowieczna polifonia, szczególnie okresu ars nova, której poświęcił liczne artykuły naukowe oraz edycje źródłowe. Był redaktorem czterech pierwszych tomów serii Polyphonic Music of the Fourteenth Century (t. I–III 1956, t. IV 1958). Był autorem ważnej dla historiografii muzykologicznej monografii poświęconej Claudio Monteverdiemu, któremu przypisywał przełomową rolę w dziejach muzyki.

## Wybrane prace
(na podstawie materiałów źródłowych)
- Beethoven in France: The Growth of an Idea (New Haven 1942)
- Monteverdi: Creator of Modern Music (Nowy Jork 1950, 2. wyd. 1964)
- Bach: The Conflict Between the Sacred and the Secular (Nowy Jork 1954)
- W.A. Mozart (Berno–Monachium 1964)
- Tragedy in the Art of Music (Cambridge 1964)